# Гуго I де Шатильон
Гуго (Юг) I де Шатильон (фр. Hugues I de Chatillon; после 1196 — 9 апреля 1248, около Авиньона) — сеньор де Шатильон-сюр-Марн, де Труаси, де Креси-ан-Бри и д’Анкр с 1219, граф де Сен-Поль с 1226, граф Блуа и Шатодёна (по праву жены) 1231—1241, второй сын Гоше III де Шатильона, сеньора де Шатильон-сюр-Марн, и Елизаветы, графини де Сен-Поль.

## Биография
После смерти отца в 1219 году Гуго унаследовал сеньории Шатильон, Труаси и Анкр. После смерти в 1216 году старшего брата, Ги I де Шатильона, графа де Сен-Поль, Гуго получил также наследство матери — графство Сен-Поль, поскольку его племянник Гоше, сын Ги I, был ещё мал.
После смерти первой жены в 1226 году Гуго женился второй раз — на Марии д’Авен, дочери и наследнице Готье II, сеньора д’Авен и де Гиз, и Маргариты, графини Блуа и Шатодёна. После смерти графини Маргариты её владения унаследовала Мария.
В отличие от предшественников, Гуго как граф Блуа не играл существенной роли во французской политике.
В 1248 году Гуго по призыву короля Людовика IX принял крест и собрался участвовать в Седьмом крестовом походе. В сопровождении 50 рыцарей он отправился в Марсель. Однако около Авиньона Гуго столкнулся с восставшими крестьянами и погиб.
Владения Гуго были разделены между тремя сыновьями. Старший, Жан I, ещё после смерти матери около 1241 года унаследовал Блуа, Шартр и Шатодён. Кроме того, после смерти в 1245/1246 году деда, Готье II д’Авена, он унаследовал его владения — сеньории Авен, Гиз, Шаторено, Лёз и Трелон. Второй сын, Ги II, унаследовал графство Сен-Поль. Третий сын, Гоше IV, получил родовые владения Шатильонов — сеньории Шатильон-сюр-Марн, Креси-ан-Бри и Труаси.

## Брак и дети
1-я жена: Агнес де Бар (ум. до 1225), дочь Тибо I, графа де Бар-ле-Дюк, и Эрмезинды де Бар-сюр-Сьен. Детей от этого брака не было.
2-я жена: с апреля 1226 Мария д'Авен (после 1200 — после 12 апреля 1241), графиня Блуа и Шатодёна с 1230, дочь Готье II, сеньора д’Авен и де Гиз, и Маргариты, графини Блуа и Шатодёна. Дети:
- Жан I (ум. 28 июня 1279), граф Блуа и Шатодёна с 1241, сеньор д’Авен, де Гиз, де Шаторено, де Лёз и де Трелон с 1245/1246, граф Шартра с 1270
- Ги II (после 1226 — 12 марта 1289), граф де Сен-Поль, сеньор д’Анкр и де Обиньи-ан-Артуа с 1248
- Гоше IV (ум. 1261), сеньор де Шатильон-сюр-Марн, де Креси-ан-Бри и де Труаси с 1248, сеньор де Кревкер-ан-Бри и де Мариньи (по праву жены), родоначальник ветви графов Порсиан.
- Гуго (II) (ум. 1255)

3-я жена: Маго (Матильда) де Гин (ум. 1262), дочь Арнульфа II, графа де Гин, и Беатрис де Бурбур
Возможно, что дочерьми Гуго I были:
- Елизавета; муж: Жерар де Ганд
- Базиль (ум. 1280), аббатиса монастыря Нотр-Дам-дю-Валь в Льеже в 1248.